# Дубова (район Пезинок)
Дубова (словак.Dubová, нем. Wernersdorf, венг.Cserfalu) – деревня и одноимённая община в районе Пезинок Братиславского края Словакии. Расположена в Западной Словакии в северовосточной части края, в долине Малых Карпат.
Находится в 11 км юго-западнее административного центра города Пезинок, 25 км восточнее г. Трнава, 22 км южнее Сенец и 30 км юго-западнее столицы страны г. Братислава.

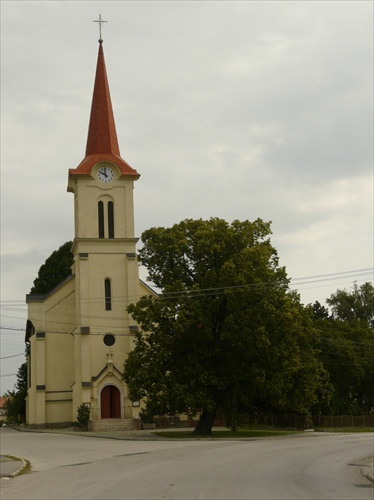
Католический костёл

Площадь – 13,8 кв. км. Высота 223 м.

## История
Дубова впервые упоминается в 1287 году.

## Население
| Год:                | 1994 | 2004    | 2014    | 2024     |
| ------------------- | ---- | ------- | ------- | -------- |
| Количество человек: | 826  | 905     | 965     | 1194     |
| Разница:            |      | +9,56 % | +6,62 % | +23,73 % |

По состоянию на конец 2022 года население составляло 1158 человек. Плотность – 83,91 чел/кв.км.

## Известные уроженцы
- Винцент Шикула (1936—2001) — словацкий писатель и поэт.